# Emil Holmberg
Carl Emil Holmberg, född 10 juni 1860 i Helsingfors, död 4 januari 1943 i Skövde, var en finländsk väg- och vattenbyggnadsingenjör.
Holmberg erhöll avgångsexamen från Polytekniska institutet i Helsingfors 1880. Under åren 1908–27 var han professor i järnvägsbyggnad vid Tekniska högskolan där. Han utarbetade förslag till Lovisa-Vesijärvi järnväg och var arbetschef vid dess byggande 1898–1900. Under åren 1895–1918 tillhörde han tidvis Helsingfors stadsfullmäktige och representerade 1894–1905 borgarståndet vid lantdagarna.